# Kalamítsion
Kalamítsion (Kalamitsi) är en ort i Grekland.   Den ligger i prefekturen Lefkas och regionen Joniska öarna, i den västra delen av landet, 280 km väster om huvudstaden Aten. Kalamítsion ligger 449 meter över havet och antalet invånare är 211. Den ligger på ön Lefkas.
Terrängen runt Kalamítsion är huvudsakligen kuperad, men åt sydost är den bergig. Havet är nära Kalamítsion åt nordväst.Runt Kalamítsion är det ganska glesbefolkat, med 39 invånare per kvadratkilometer. Närmaste större samhälle är Lefkáda, 11,9 km nordost om Kalamítsion. 